# Macédoine (thème)
Pour les articles homonymes, voir Macédoine.

Thèmes byzantins en Grèce vers l'an 900.

Le thème de Macédoine (en grec : θέμα Μακεδονίας) est un thème byzantin (une province civile et militaire) fondé vers 790. En dépit de son nom, il n'est pas situé sur le territoire de la Macédoine actuelle mais dans la région de Thrace. Sa capitale est Andrinople.

## Histoire
Le thème de Macédoine est créé entre 789 (ou 797) et 801-802 par l'impératrice Irène l'Athénienne en le séparant du thème de Thrace,. Des sceaux démontrent qu'une turme (commandement subordonné à un thème) dénommée « Macédoine » existe avant la création du thème comme partie du thème de Thrace. Le premier stratège connu du thème de Macédoine est le patrice Jean Aplakès, mentionné en 813. Toutefois, Théophane le Confesseur fait mention de Léon, le frère de l'eunuque Aétios qui est nommé comme monostrategos (stratège ayant autorité sur plusieurs thèmes) de Thrace et de Macédoine dès 801-802,. La création du thème est la conséquence d'une série de succès byzantins qui permet à l'empire de s'étendre en Thrace. Ce nouveau thème permet de renforcer le contrôle impérial.
La capitale du nouveau thème se situe à Andrinople. Il comprend la Thrace occidentale (aujourd'hui située en Grèce), une partie de la Thrace orientale (la partie européenne de la Turquie) ainsi que les franges méridionales de la Thrace du Nord (aujourd'hui au sud de la Bulgarie). Selon les géographes arabes Ibn Khordadbeh et Ibn al-Faqih, le thème de Macédoine s'étend du « Long Mur » (le mur d'Anastase) aux territoires slaves à l'ouest, et de la mer Égée (ainsi que de celle de Marmara) à la frontière avec l'Empire bulgare. De fait, le thème de Macédoine n'a pas de liens avec la région historique de la Macédoine. Dès lors, quand les sources byzantines des Xe et XIIe siècles se réfèrent à la Macédoine, elles font référence à la Thrace occidentale. C'est de cette région que vient par exemple Basile Ier le Macédonien, qui donne son nom à la dynastie macédonienne qu'il fonde.
Du fait de ses liens avec le thème de Thrace, le thème de Macédoine est parfois compté parmi les thèmes orientaux qui sont situés plus haut dans la hiérarchie byzantine que les thèmes occidentaux ou européens. Le stratège de Macédoine est le deuxième dans la hiérarchie devant celui de Thrace. Il reçoit un salaire annuel de 32 livres d'or (soit 2 592 nomismata). Selon al-Fagih, le stratège est à la tête d'une force de 5 000 hommes à la fin du IXe siècle. Des unités appartenant aux tagmata (l'armée centrale) stationnent aussi au sein du thème. Au début du IXe siècle, le Strymon, qui est une kleisoura du thème de Macédoine, devient un thème à part entière avec une armée de 2 000 hommes selon Treadgold,.
Si l'existence du thème est attestée dans les années 960, son absence dans le Taktikon de l'Escorial datant de l'année 975 conduit à supposer que le thème a été soit aboli, soit incorporé au sein du commandement assuré par le nouveau duc (doux) d'Andrinople. Toutefois, le thème de Macédoine est mentionné en 1006-1007 et plusieurs sceaux prouvent que le thème continue d'exister parallèlement au doukaton d'Andrinople (région dirigée par le duc d'Andrinople). À l'image d'autres thèmes, plusieurs fonctions administratives du thème de Macédoine sont fusionnées avec celles du thème de Thrace. Ainsi au XIe siècle, plusieurs stratèges et juges (les kritai) exercent leur autorité sur les deux thèmes,.